# Elecciones federales de Australia de 1996
El sábado 2 de marzo de 1996 se celebraron elecciones federales en Australia, en las que se renovaron la Cámara de Representantes y parte del Senado.

## Resultados
|  | Partido                                   | Votos      | %     | +/-   | Escaños | +/- |
|  | Partido Laborista Australiano             | 4.217.765  | 38.75 | -6.17 | 49      | -31 |
|  | Partido Liberal de Australia              | 4.210.689  | 38.69 | +1.92 | 75      | +26 |
|  | Partido Nacional de Australia             | 893.170    | 8.21  | +1.04 | 18      | +2  |
|  | Australian Democrats                      | 735.848    | 6.76  | +3.01 | 0       | 0   |
|  | Australian Greens (NSW. Qld. SA. ACT. NT) | 188.994    | 1.74  | +0.82 | 0       | 0   |
|  | Australians Against Further Immigration   | 73.023     | 0.67  | +0.64 | 0       | 0   |
|  | Greens Western Australia                  | 53.101     | 0.49  | -0.04 | 0       | 0   |
|  | Australian Greens Victoria                | 52.810     | 0.49  | +0.46 | 0       | 0   |
|  | Call to Australia                         | 43.183     | 0.40  | -0.08 | 0       | 0   |
|  | Natural Law Party                         | 41.573     | 0.38  | -0.36 | 0       | 0   |
|  | Country Liberal Party                     | 38.302     | 0.35  | +0.02 | 1       | +1  |
|  | Tasmanian Greens                          | 19.689     | 0.18  | -0.05 | 0       | 0   |
|  | No Aircraft Noise                         | 18.626     | 0.17  | *     | 0       | 0   |
|  | Australia's Indigenous Peoples Party      | 12.507     | 0.11  | +0.08 | 0       | 0   |
|  | Reclaim Australia: Reduce Immigration     | 6.457      | 0.06  | *     | 0       | 0   |
|  | Australian Women's Party                  | 6.173      | 0.06  | *     | 0       | 0   |
|  | One Australia Party                       | 3.159      | 0.03  | *     | 0       | 0   |
|  | Grey Power                                | 2.815      | 0.03  | +0.01 | 0       | 0   |
|  | Australia's Christian Heritage            | 2.722      | 0.03  | *     | 0       | 0   |
|  | Central Coast Green Party                 | 1.887      | 0.02  | +0.00 | 0       | 0   |
|  | Richmond/Clarence Greens                  | 1.173      | 0.01  | -0.01 | 0       | 0   |
|  | Pensioner & CIR Alliance                  | 332        | 0.00  | *     | 0       | 0   |
|  | Republican Party of Australia             | 156        | 0.00  | *     | 0       | 0   |
|  | Independientes                            | 247.016    | 2.27  | -0.98 | 5       | +3  |
|  | Sin Partido                               | 12.945     | 0.12  |       | 0       | 0   |
|  | Total                                     | 10.883.852 |       |       | 148     | +1  |
|  | Coalición Liberal- Nacional               | 5.810.546  | 53.63 | +5.07 | 94      | +29 |
|  | Partido Laborista Australiano             | 5.024.327  | 46.37 | -5.07 | 49      | -31 |

- Datos: Q1358698